# Juliette Drouet

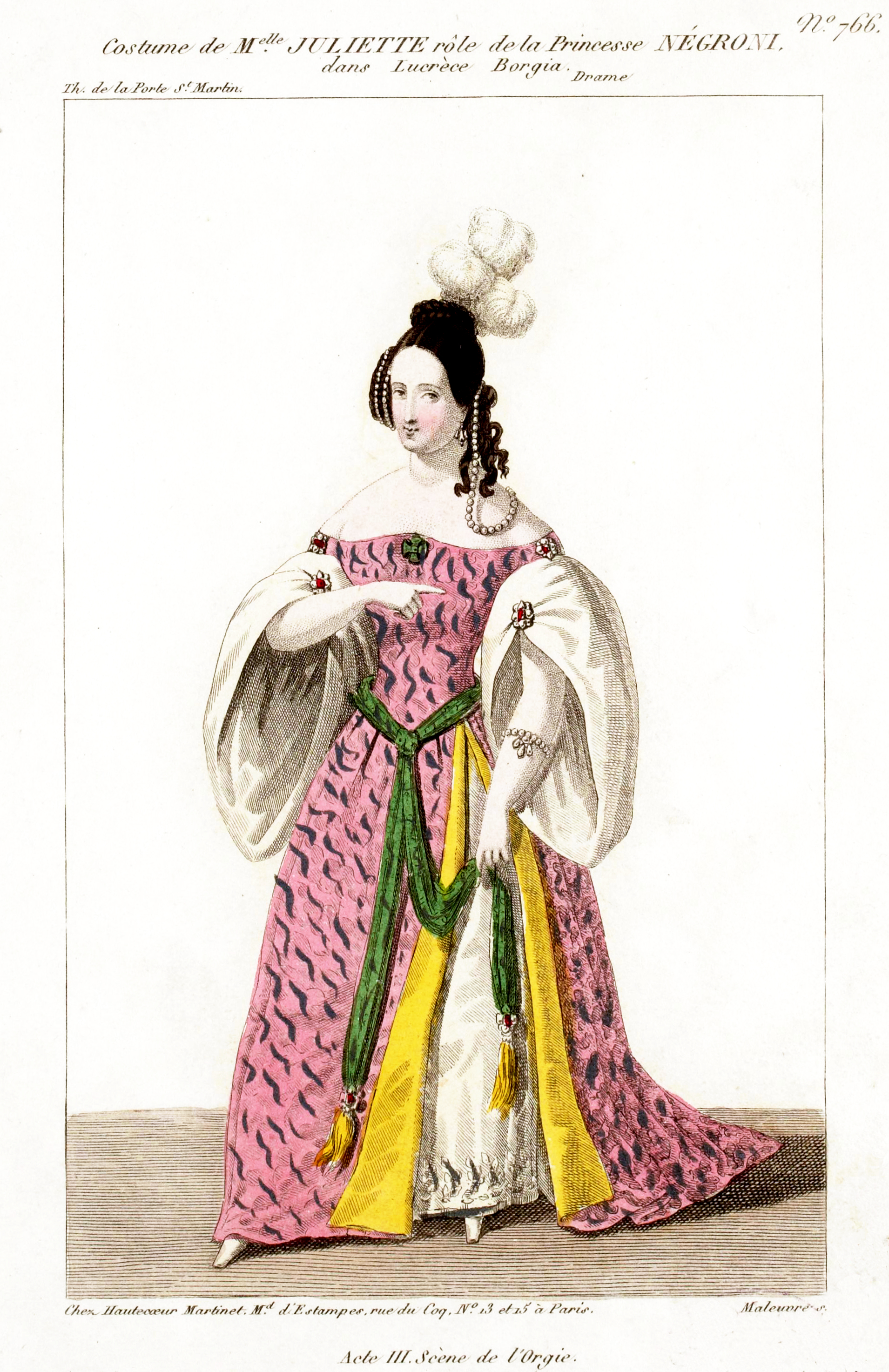
Juliette Drouet w roli księżnej Negroni w dramacie Viktora Hugo Lukrecja Borgia

Juliette Drouet, właśc. Julienne Joséphine Gauvain (ur. 10 kwietnia 1806 w Fougères, zm. w 1883 w Paryżu) – francuska aktorka teatralna, wieloletnia kochanka Victora Hugo.

## Życiorys

### Młodość
Urodziła się w rodzinie krawca, jednak straciła obydwoje rodziców jako roczne dziecko i została wychowana przez wuja, René Droueta. Otrzymała staranne wykształcenie w jednym z paryskich klasztorów, od wczesnej młodości interesowała się literaturą i poezją. Po ukończeniu szkoły została kochanką rzeźbiarza Jamesa Pradiera, który sportretował ją w posągu uosabiającym miasto Strasburg na paryskim Place de la Concorde. W 1829, idąc za radą kochanka, z którym miała córkę Claire, Drouet rozpoczęła karierę aktorki teatralnej pod nazwiskiem wuja. Występowała początkowo w Brukseli, następnie w Paryżu.

### Kariera aktorska i związek z Viktorem Hugo
Drouet, która odnosiła największe sukcesy w melodramatach romantycznych, była oceniana przez współczesnych jako atrakcyjna z wyglądu, lecz przeciętnie utalentowana aktorka. Miała opinię osoby niezależnej, podejrzewano ją również o trudnienie się prostytucją (związek z Pradierem ostatecznie rozpadł się).
W 1833 Drouet poznała Viktora Hugo po tym, gdy wykonywała rolę księżnej Negroni w jego sztuce Lukrecja Borgia. Pisarz był zauroczony Drouet; mimo faktu, że był już żonaty, rozpoczął z nią romans. Drouet zrezygnowała z kariery aktorskiej (zakończyła ją rolą Jane Grey w Marii Tudor Hugo) i zamieszkała w Paryżu w zupełnym odosobnieniu, izolowana od życia towarzyskiego miasta, zajmując się porządkowaniem dokumentów i rękopisów Hugo. Przez wiele lat pisarz ukrywał jej istnienie przed żoną i rodziną, kontaktował się z Drouet głównie poprzez listy. W ciągu kilkudziesięciu lat nieformalnego związku powstało ich ponad 20 tys.
Drouet towarzyszyła Victorowi Hugo na wygnaniu na wyspę Guernsey i mieszkała blisko niego do końca życia, pracując jako jego osobista sekretarka. Jej śmierć była dla pisarza wielkim ciosem, który wpłynął na jego ostatnie dzieła, w tym na kształt ostatniego większego utworu, Legendy wieków. Hugo upamiętnił ją również pośrednio w powieści Rok dziewięćdziesiąty trzeci, nadając postaci młodego republikańskiego dowódcy jej prawdziwe nazwisko – Gauvain.

## W literaturze
Romans Hugo i Juliette Drouet jest tematem współczesnej sztuki teatralnej Victor Hugo Mon Amour Anthei Sogno.